# Ҟ (кирилиця)
Ҟ, ҟ — кирилична літера, утворена від К. Вживається в абхазькій мові, де займає 26 позицію в абетці. Позначає приголосний звук /q’/. 
В латиниці літера передається як q̇, k̄, q або q’, в грузинському варіанті — як ყ.